# 大阪なおみ
もしかして
- 大坂なおみ

ではありませんか？